# العلاقات الأسترالية الإيطالية
العلاقات الأسترالية الإيطالية هي العلاقات الثنائية التي تجمع بين أستراليا وإيطاليا.

## مقارنة بين البلدين
هذه مقارنة عامة ومرجعية للدولتين:
| وجه المقارنة                                              | أستراليا                                   | إيطاليا                                                  |
| --------------------------------------------------------- | ------------------------------------------ | -------------------------------------------------------- |
| المساحة (كم2)                                             | 7.69 مليون                                 | 301.34 ألف                                               |
| عدد السكان (نسمة)                                         | 24.51 مليون                                | 60.60 مليون                                              |
| الكثافة السكانية (ن./كم²)                                 | 3.19                                       | 201.1                                                    |
| العاصمة                                                   | كانبرا، ملبورن                             | روما، فلورنسا، تورينو                                    |
| اللغة الرسمية                                             | لغة إنجليزية                               | اللغة الإيطالية                                          |
| العملة                                                    | دولار أسترالي، جنيه إسترليني، جنيه أسترالي | يورو، ليرة إيطالية                                       |
| الناتج المحلي الإجمالي (بليون دولار)                      | 1.32 تريليون                               | 1.93 تريليون                                             |
| الناتج المحلي الإجمالي (تعادل القوة الشرائية) بليون دولار | 1.10 تريليون                               | 2.26 تريليون                                             |
| الناتج المحلي الإجمالي الاسمي للفرد دولار أمريكي          | 56.31 ألف                                  | 29.96 ألف                                                |
| الناتج المحلي الإجمالي للفرد دولار أمريكي                 | 45.92 ألف                                  | 35.46 ألف                                                |
| مؤشر التنمية البشرية                                      | 0.939                                      | 0.873                                                    |
| رمز المكالمات الدولي                                      | +61                                        | +39                                                      |
| رمز الإنترنت                                              | .au                                        | .it                                                      |
| المنطقة الزمنية                                           |                                            | توقيت وسط أوروبا، ت ع م+01:00، ت ع م+02:00، أوروبا/روما ‏ |

## مدن متوأمة
في ما يلي قائمة باتفاقيات التوأمة بين مدن أسترالية وإيطالية:
- ترتبط City of Wanneroo [الإنجليزية]‏ مع سيناغرا باتفاقية توأمة منذ 1987.[22][22][23][23]
- ترتبط ملبورن مع ميلانو باتفاقية توأمة منذ 21 يوليو 2004.[24][25]
- ترتبط سيدني مع ميلانو باتفاقية توأمة منذ 16 سبتمبر 1980.[26][26]
- ترتبط City of Perth [الإنجليزية]‏ مع فاستو باتفاقية توأمة منذ 23 أبريل 1979.[27][28][29]
- ترتبط City of Kalgoorlie–Boulder [الإنجليزية]‏ مع Gorno [الإنجليزية]‏ باتفاقية توأمة.
- ترتبط City of Fremantle [الإنجليزية]‏ مع مولفتا باتفاقية توأمة.[30][30]
- ترتبط City of Canning [الإنجليزية]‏ مع كاسولي باتفاقية توأمة.
- ترتبط Casino, New South Wales [الإنجليزية]‏ مع كاسينو باتفاقية توأمة.
- ترتبط هوبارت مع لاكويلا باتفاقية توأمة.
- ترتبط City of Subiaco [الإنجليزية]‏ مع سوبياكو، لاتسيو باتفاقية توأمة.
- ترتبط City of Swan [الإنجليزية]‏ مع سان سالفو باتفاقية توأمة.

## منظمات دولية مشتركة
يشترك البلدان في عضوية مجموعة من المنظمات الدولية، منها:
| علم المنظمة | اسم المنظمة                               | تاريخ انضمام أستراليا | تاريخ انضمام إيطاليا |
| ----------- | ----------------------------------------- | --------------------- | -------------------- |
|             | مجموعة العشرين                            | ?                     | ?                    |
|             | منظمة التعاون الاقتصادي والتنمية          | ?                     | 29 مارس 1962         |
|             | منظمة التجارة العالمية                    | ?                     | 1995                 |
|             | الاتحاد البريدي العالمي                   | ?                     | ?                    |
|             | بنك التسويات الدولية                      | ?                     | ?                    |
|             | البنك الأوروبي لإعادة البناء والتنمية     | ?                     | ?                    |
|             | الوكالة الدولية للطاقة                    | ?                     | ?                    |
|             | مجموعة الموردين النوويين                  | ?                     | ?                    |
|             | يونسكو                                    | 4 نوفمبر 1946         | ?                    |
|             | الفريق المعني برصد الأرض                  | ?                     | ?                    |
|             | مؤسسة التمويل الدولية                     | 20 يوليو 1956         | 27 ديسمبر 1956       |
|             | المركز الدولي لتسوية المنازعات الاستشارية | 1 يونيو 1991          | 28 أبريل 1971        |
|             | بنك التنمية الآسيوي                       | 1966                  | 1966                 |
|             | منظمة حظر الأسلحة الكيميائية              | ?                     | ?                    |
|             | مؤسسة التنمية الدولية                     | 24 سبتمبر 1960        | 24 سبتمبر 1960       |
|             | مجموعة أستراليا                           | 1985                  | 1985                 |
|             | نظام تحكم تكنولوجيا القذائف               | 1990                  | 1987                 |
|             | وكالة ضمان الاستثمار متعدد الأطراف        | 10 فبراير 1999        | 29 أبريل 1988        |
|             | الاتحاد الدولي للاتصالات                  | 27 مايو 1878          | 1866                 |
|             | منظمة الشرطة الجنائية الدولية             | ?                     | ?                    |
|             | الأمم المتحدة                             | 1 نوفمبر 1945         | 14 ديسمبر 1955       |
|             | البنك الدولي للإنشاء والتعمير             | 5 أغسطس 1947          | 27 مارس 1947         |
|             | المنظمة الهيدروغرافية الدولية             | ?                     | ?                    |
|             | منظمة الأغذية والزراعة                    | ?                     | ?                    |

## أعلام
هذه قائمة لبعض الشخصيات التي تربطها علاقات بالبلدين:
- أنتوني لاباليا (ممثل أسترالي، 31 يناير 1959[40][41] – )
- أوريليو فيدمار (3 فبراير 1967[42] – )
- جون ألويسي (لاعب كرة قدم أسترالي، 5 فبراير 1976[43] – )
- دانيل ريكاردو (سائق سيارة سباق أسترالي، 1 يوليو 1989 – )
- دونالد برادمان (لاعب كركيت أسترالي، 27 أغسطس 1908[44][45][46] – 25 فبراير 2001[45][46][47])
- ذا فيرونيكاز
- راسل كرو (ممثل أسترالي ومنتج أفلام وموسيقي، 7 أبريل 1964[48][49][50] – )
- ستيف كوريكا (لاعب كرة قدم أسترالي، 24 مارس 1973[51] – )
- غابرييلا كيلمي (10 أكتوبر 1991[52][53] – )
- فينشينسو غريلا (لاعب كرة قدم أسترالي، 5 أكتوبر 1979[54] – )
- كاسي ديلاكوا (لاعبة كرة مضرب أسترالية، 11 فبراير 1985 – )
- مارك بريشيانو (لاعب كرة قدم أسترالي، 11 فبراير 1980[55] – )
- مارك فيليبوسيس (لاعب كرة مضرب أسترالي، 7 نوفمبر 1976 – )
- ماسيمو لونغو (لاعب كرة قدم أسترالي، 25 سبتمبر 1992[56] – )
- ناتالي ايمبروليا (4 فبراير 1975 – )

## وصلات خارجية
- موقع وزارة الخارجية الأسترالية
- موقع وزارة الخارجية الإيطالية